# Hasami
Hasami (jap. 波佐見町 Hasami-chō) – miasto w Japonii, na wyspie Kiusiu, w prefekturze Nagasaki. Według danych na rok 2020 miejscowość zamieszkiwało 14 291 mieszkańców , a gęstość zaludnienia wyniosła 255,2 os./km².